# آنیکا اسپرینک
آنیکا اسپرینک (انگلیسی: Annika Sprink؛ زادهٔ ۲۰ اکتبر ۱۹۹۵) ورزشکار هاکی روی چمن اهل آلمان است.
وی در مسابقات کشوری و بین‌المللی در مجموع برندهٔ ۱ مدال برنز شده‌است.